# Lymantria marginata
Lymantria marginata este o specie de molii din genul Lymantria, familia Lymantriidae, descrisă de Walker 1855 Conform Catalogue of Life specia Lymantria marginata nu are subspecii cunoscute.